# Something Always Happens
Something Always Happens es una comedia romántica británica de 1934 dirigida por Michael Powell y protagonizada por Ian Hunter y Nancy O'Neil, una de las muchas producciones de bajo presupuesto y rodaje apresurado (conocidas como "quickies") destinadas a cubrir la cuota de pantalla para el mercado doméstico establecida por una ley en 1927.

## Trama
Peter Middleton es un vendedor de autos desempleado. Rescata al hambriento erizo de la calle Billy, que ha sido atrapado robando a un vendedor ambulante, y lo toma bajo su ala. Peter alquila una habitación. No tiene dinero, pero la Sra. Badger, la casera, es demasiado amable para rechazar a la pareja.
Cuando un conocido menciona que tiene un cliente que quiere comprar un Bentley de 1934, Peter ve la oportunidad de hacer una comisión y recorre las calles. Encuentra uno y lo inspecciona descaradamente, para gran perplejidad del chofer. En el proceso, Peter accidentalmente retrocede hacia Cynthia Hatch. Cuando finge que el coche es suyo, ella consigue que la lleve a un buen restaurante. Ella le hace creer que ella también está sin trabajo, pero en realidad, ella es la dueña del Bentley. Ella es bien conocida por el personal del restaurante, pero le pide al maître que finja que no la conoce para engañar a Peter. Peter finalmente confiesa que no tiene dinero. Ella lo convence de que intente ver al Sr. Hatch, el rico jefe de varias empresas relacionadas con el petróleo (y su padre).
Peter pasa toda la noche ideando un plan para que las gasolineras sean más atractivas para los clientes, ofreciendo servicios adicionales, como cenar, bailar e incluso piscinas. Mientras tanto, Cynthia le pide a su padre que vea a Peter. Al día siguiente, Peter conoce a Hatch, pero Hatch lo rechaza sin siquiera darle a Peter la oportunidad de explicarle su plan. Hatch le sugiere en broma que vaya a ver a Blue Point, un rival al que su compañía está venciendo. Peter lo hace, y es contratado como su gerente.
Peter hace de Blue Point un gran éxito, para disgusto de Hatch, que esperaba comprar la empresa en dificultades. Peter contrata a Cynthia como su secretaria, aún sin saber su verdadera identidad. En el plazo de un año, Blue Point ha superado y superado a la compañía de Hatch. Cuando Peter se entera de que se va a construir una carretera de circunvalación, planea comprar emplazamientos para gasolineras a lo largo de la ruta antes de que Hatch se entere. Sin embargo, George Hamlin, el publicista de Blue Point, ha hecho un trabajo tan pobre que Peter amenaza con despedirlo; George traiciona el plan a Hatch, quien supera a la compañía de Peter en todos los sitios. Después de que Peter recibe la mala noticia, ve a Cynthia tomando dinero de Hatch y concluye que ella lo traicionó. Cuando se enfrenta a ella, ella lo niega y sale corriendo, pero no sin antes revelar que Hatch es su padre. Después, Peter se entera de que la carretera de circunvalación no se construirá hasta dentro de quince años. Hatch ofrece vender algunas de sus propiedades a Peter, las que cree que la carretera de circunvalación no tendrá ningún valor. Sabiendo lo contrario, Peter acepta. Después de la venta, Hatch se entera del retraso y se da cuenta de que ha sido burlado. Sin embargo, no está muy disgustado, ya que ha llegado a respetar a Peter. Cuando Peter se encuentra con George fuera de la oficina de Hatch, se da cuenta de quién es el verdadero traidor. Peter entonces se reconcilia con Cynthia, para el deleite de su padre.

## Reparto
- Ian Hunter como Peter Middleton
- Nancy O'Neil como Cynthia Hatch
- John Singer como Billy
- Peter Gawthorne como el Sr. Hatch
- Muriel George como la Sra. Badger
- Barry Livesey como George Hamlin